# Liste der Bodendenkmale in Kuhfelde
In der Liste der Bodendenkmale in Kuhfelde sind alle Bodendenkmale der Gemeinde Kuhfelde und ihrer Ortsteile aufgelistet. Grundlage ist die Auflistung von Johannes Schneider aus dem Jahr 1986. Die Baudenkmale sind in der Liste der Kulturdenkmale in Kuhfelde aufgeführt.
| Denkmal-ID | Fundart | Ortsteil | Bezeichnung                        | Zeitstellung | Lage                                                            | Bemerkungen  | Bild |
| ---------- | ------- | -------- | ---------------------------------- | ------------ | --------------------------------------------------------------- | ------------ | ---- |
| ?          |         | Leetze   | Megalithgräber (8), in einer Reihe | Neolithikum  | Im Wötz, westlich von Leetze, vier im Feld, vier im Wald (Lage) | Grabung 1937 |      |